# Lina Magull
Lina Magull (Dortmund, 15 augustus 1994) is een voetbalspeelster uit Duitsland. Ze speelt als middenvelder voor FC Inter Milaan in de Serie A.

## Clubcarrière
Magull begon haar voetbalcarrière bij Hörder SC waar ze speelde van 1999 tot 2002. Hierna kwam ze zes jaar uit in het jongensteam van Hombrucher SV. In 2008 voetbalde ze als gevolg van haar tijd in een meisjesinternaat bij SuS Kaiserau.
Een jaar later begon Magulls profcarrière bij FSV Gütersloh 2009 actief in de tweede divisie. Ze had een belangrijk aandeel in de promotie van de club naar de Bundesliga. Na drie jaar verliet ze de club en tekende ze in het seizoen 2012/13 een contract bij VfL Wolfsburg. Magull maakte haar Bundesliga-debuut voor deze club op 23 september 2012 in een 6-0 overwinning op VfL Sindelfingen. Vier dagen later maakte ze ook haar Champions Leaguedebuut in een 5-1 overwinning op de Poolse club Unia Racibórz. Op 14 november 2012 maakte Magull haar eerste doelpunt voor VfL Wolfsburg in een wedstrijd tegen haar voormalige club FSV Gütersloh. Deze wedstrijd eindigde in een 10-0 overwinning voor Wolfsburg. In het seizoen 2012/13 wist Magull met Wolfsburg de treble te winnen met Wolfsburg. Mede door twee doelpunten van Magull behaalde Wolfsburg op 12 november 2014 de kwartfinales van de Champions League in het seizoen 2014/15.
Op 21 mei 2015 verlengde Magull haar contract bij Wolfsburg tot medio 2018. Daarnaast werd ze verhuurd aan SC Freiburg om meer speelminuten te kunnen maken en zichzelf verder te ontwikkelen. In mei 2016 werd deze verhuurbeurt bij SC Freiburg met een jaar verlengd. In 2018 tekende Magull een contract bij competitiegenoot FC Bayern München. Op 16 september 2018 maakte ze haar debuut voor de Beierse club in een 10-1 overwinning op Bayer 04 Leverkusen. In diezelfde wedstrijd maakte ze gelijk haar eerste doelpunt voor de club.
Op 13 januari 2024 werd bekend dat Magull bij het Italiaanse FC Inter Milaan een buitenlands avontuur aanging.

## Statistieken

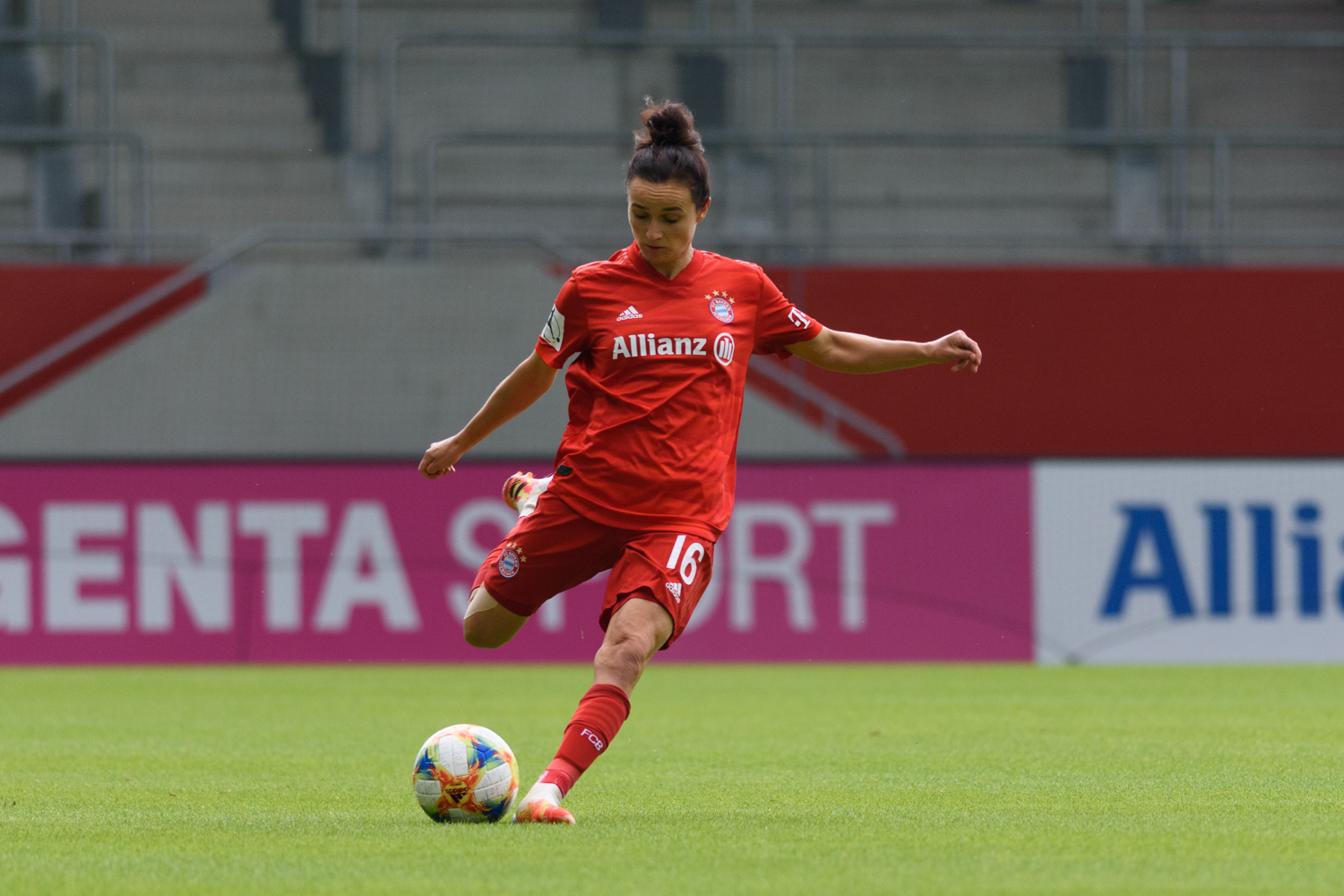
Lina Magull bij FC Bayern München in 2020

| Seizoen | Club              | Land      | Competitie     | Wedstrijden | Doelpunten |
| ------- | ----------------- | --------- | -------------- | ----------- | ---------- |
| 2009/10 | SC Freiburg       | Duitsland | 2de Bundesliga | 3           | 0          |
| 2010/11 | SC Freiburg       | Duitsland | 2de Bundesliga | 14          | 2          |
| 2011/12 | SC Freiburg       | Duitsland | 2de Bundesliga | 21          | 19         |
| 2012/13 | VfL Wolfsburg     | Duitsland | Bundesliga     | 15          | 2          |
| 2013/14 | VfL Wolfsburg     | Duitsland | Bundesliga     | 11          | 2          |
| 2014/15 | VfL Wolfsburg     | Duitsland | Bundesliga     | 16          | 5          |
| 2015/16 | SC Freiburg       | Duitsland | Bundesliga     | 20          | 6          |
| 2016/17 | SC Freiburg       | Duitsland | Bundesliga     | 22          | 11         |
| 2017/18 | SC Freiburg       | Duitsland | Bundesliga     | 20          | 12         |
| 2018/19 | FC Bayern München | Duitsland | Bundesliga     | 17          | 7          |
| 2019/20 | FC Bayern München | Duitsland | Bundesliga     | 20          | 5          |
| 2020/21 | FC Bayern München | Duitsland | Bundesliga     | 20          | 5          |
| 2021/22 | FC Bayern München | Duitsland | Bundesliga     | 20          | 4          |
| 2022/23 | FC Bayern München | Duitsland | Bundesliga     | 19          | 8          |
| 2023/24 | FC Bayern München | Duitsland | Bundesliga     | 8           | 0          |
| 2023/24 | FC Inter Milaan   | Italië    | Serie A        | 14          | 9          |
| 2024/25 | FC Inter Milaan   | Italië    | Serie A        | 18          | 6          |
| Totaal  | Totaal            | Totaal    | Totaal         | 278         | 103        |

Laatste update: 14 februari 2025

## Interlandcarrière
Magull werd voor het eerst opgeroepen voor het Duitse voetbalelftal voor twee EK 2017 kwalificatiewedstrijden tegen Rusland en Turkije. Ze kwam met haar land uit op het WK 2019 waarin ze de 4-0 maakte in een wedstrijd tegen Zuid-Afrika. In de kwartfinale van hetzelfde toernooi maakte Magull tegen Zweden het eerste doelpunt maar kon ze uitschakeling niet voorkomen.
Magull was eveneens van de partij op het EK 2022 in Engeland en het WK 2023 in Australië en Nieuw-Zeeland. Op eerstgenoemde behaalde ze met Duitsland de finale. In deze finale wist Magull de gelijkmaker te maken waardoor Duitsland een verlenging wist af te dwingen. Door een doelpunt van Chloe Kelly ging de eindoverwinning echter naar gastland Engeland.
- Gemeinsame Normdatei: 1299523994
- Virtual International Authority File: 4088169261992309510006